# Henschhausen (Bacharach)
Der Ort Henschhausen ist einer der kleineren Stadtteile der zwei Kilometer entfernten Stadt Bacharach und liegt unmittelbar am Rande des Mittelrheintales.

## Geographie
Henschhausen liegt in knapp 300 Meter Höhe auf der linken Hochfläche des Oberen Mittelrheintales am östlichen Ende des Hunsrück.
Zu Henschhausen gehört der Wohnplatz Lindenhof.

## Geschichte
Erstmals wird der Ort 1319 als Hentzhusen erwähnt , zusammen mit Medenscheid und den Viertälern wohl auch schon um 1104 in einer Urkunde von Erzbischof Friedrich I. von Schwarzenburg. Nach der Beschreibung des Oberamtes Bacharach von 1669 bestand Henschhausen aus zwei Hofgütern. Diese gehörten nach dem Weistum von 1387 zu Kurköln und wurden von diesem den Bacharacher Edlen zu Lehen gegeben. Henschhausen gehörte zu den Viertälern, deren Einwohner mit Bacharach als Vorort besondere Privilegien besaßen. Auch kirchlich gehörte der Ort zu Bacharach. Ab 1541 reformierten die kurpfälzischen Wittelsbacher ihre Viertäler um Bacharach (Gemeinden im Kirchenkreis Koblenz). Seitdem ist er überwiegend evangelisch. Henschhausen hat seit 1958 eine eigene kleine Kapelle, die von Bacharach aus betreut wird. Seit dem 1. Juni 2012 sind die evangelischen Gemeinden der Viertäler zu einer Gemeinde zusammengeschlossen.
Nach Ende der Feudalherrschaft gehörten die Viertäler während der Franzosenzeit zur Mairie und Kanton Bacharach im Département de Rhin-et-Moselle. Nach der Niederlage Napoleons kamen sie aufgrund der 1815 auf dem Wiener Kongress getroffenen Vereinbarungen zum Königreich Preußen.
Als Folge des Ersten Weltkriegs war die gesamte Region dem französischen Abschnitt der Alliierten Rheinlandbesetzung zugeordnet. Nach dem Zweiten Weltkrieg wurden die Viertäler innerhalb der französischen Besatzungszone Teil des damals neu gebildeten Landes Rheinland-Pfalz und sind seit dem 7. Juni 1969 dem Landkreis Mainz-Bingen zugeordnet.

## Politik
Henschhausen ist  als Ortsbezirk ausgewiesen und wird laut Hauptsatzung politisch von einem Ortsbeirat und einem Ortsvorsteher vertreten. Der Ortsbeirat besteht aus fünf Ortsbeiratsmitgliedern. Bei der Kommunalwahl am 9. Juni 2024 wurden die Beiratsmitglieder in einer Mehrheitswahl gewählt.
Jürgen Stollwerk wurde am 28. Februar 2023 Ortsvorsteher von Henschhausen. Bei der Direktwahl am 26. Februar war er mit einem Stimmenanteil von 80,3 % gewählt worden. Bei der turnusgemäßen Direktwahl am 9. Juni 2024 wurde er als einziger Bewerber mit einem Stimmenanteil von 91,0 % für weitere fünf Jahre in seinem Amt bestätigt.
Stollwerks Vorgänger Eckart Steeg hatte das Amt seit 2014 ausgeübt. Er wurde bei der Kommunalwahl 2019 mit einem Stimmenanteil von 58,23 % für weitere fünf Jahre in seinem Amt bestätigt. Steeg legte sein Ehrenamt jedoch zum 30. November 2022 vorzeitig nieder, weshalb Anfang 2023 die Neuwahl des Ortsvorstehers erfolgte.

## Wirtschaft und Infrastruktur

### Wirtschaft

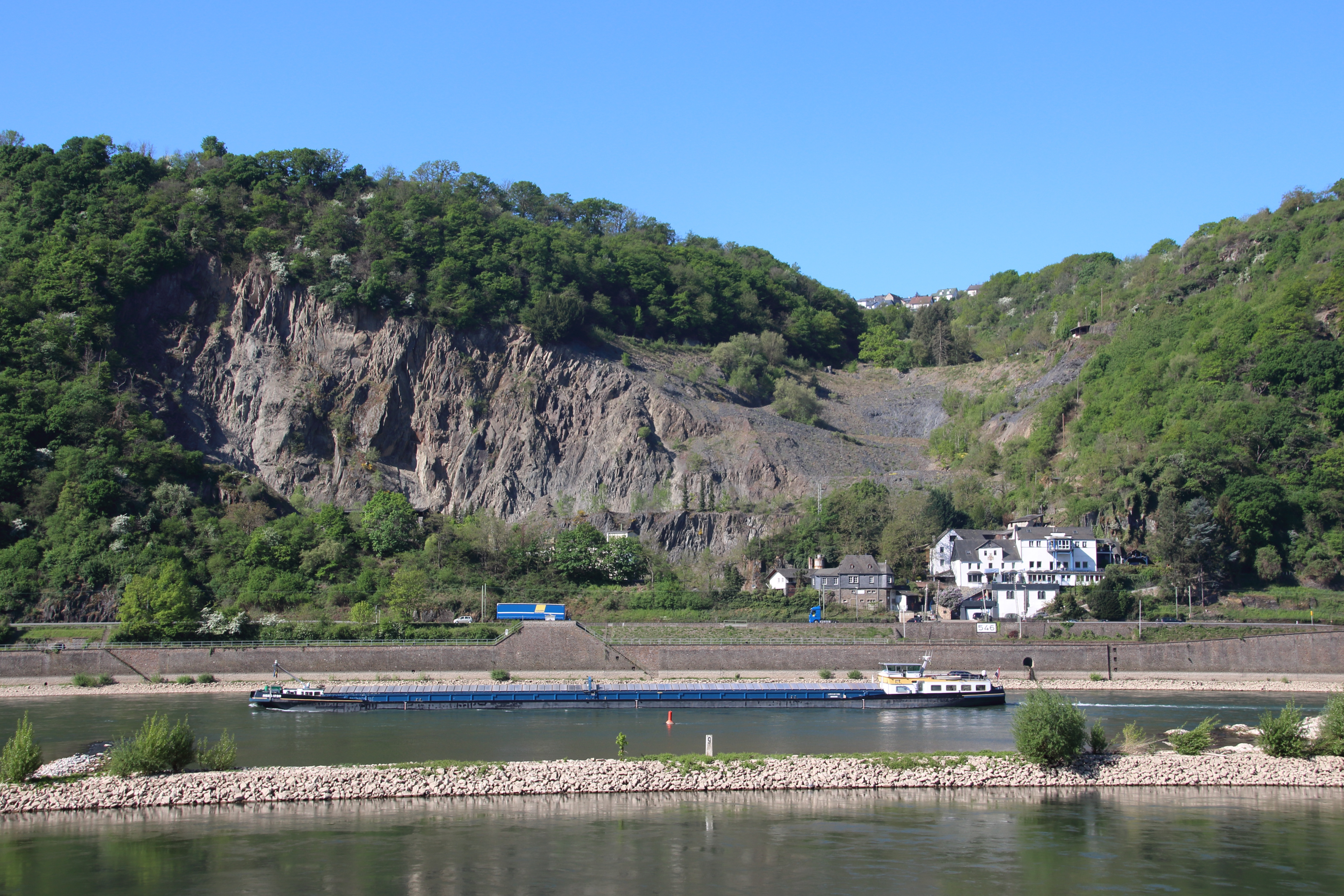
Grube Rhein, darüber Henschhausen

Außer Acker- und Weinbau und heute dem Tourismus – in Henschhausen gibt es ein Vier-Sterne-Hotel und einige Ferienwohnungen – bot die 1889 gegründete Grube Rhein den Einwohnern Arbeit. Bis in die 1960er Jahre wurde hier Dachschiefer abgebaut. Seitdem wird in einem Mineralmahlwerk aus den Rohstoffvorkommen nur noch Schiefermehl produziert. Die meisten der Einwohner sind heute Auspendler.

### Verkehr
Der Ort Henschhausen ist mit dem südlich am Rheinufer gelegenen Hauptort Bacharach durch die Kreisstraße 21 Bacharach–Oberwesel, die durch das Leimbachtal verläuft, verbunden. Touristisch ist sie hier Teil der über die linken Rheinhöhen verlaufenden Rheingoldstraße. Der nächste größere Ort auf der K 21 ist Langscheid, das bereits zu Oberwesel gehört. Für Wanderer bietet sich der Rheinburgenweg an.
Seit Oktober 2022 verbindet ein vom neuen Verkehrsunternehmen KRN betriebener Rufbus der Ringlinie 693 bei Bedarf Bacharach, Steeg, Breitscheid, Henschhausen und Bacharach.